# Муфасир
Муфасир (араб. مُفسر) — тлумачник (коментатор) Корану, автор тафсиру.
Тлумачення Корану вимагає певної наукової і теоретичної підготовки тлумача, а тому вважається складною справою. У традиційному ісламі до муфасиру пред'являються наступні вимоги:
- Досконале знання арабської мови;
- Знання історії послання того чи іншого вірша;
- Знання біографії пророка Магомета;
- Наявність здатності до аналітичного мислення;
- Знання всіх соціальних проблем того суспільства, в якому він знаходиться.

Першими відомими муфасирами були:
- Абдуллах ібн Масуд
- Абдуллах ібн Аббас
- Убай ібн Каб
- Зейд ібн Сабіт
- Абу Муса аль-Ашарі
- Абдаллах ібн аз-Зубейр

Абдаллах ібн Аббас, який був двоюрідним братом пророка Мухаммада заснував у Мецці першу школу з тлумачення Корану. Серед його учнів були такі відомі тлумачі, як Муджахід ібн Джабр (пом. в 721) Ата ібн Абу Рабах (пом. у 733) Икрима аль-Барбари (пом. у 723), Саїд ібн Джубайр (пом. у 714), Тавус ібн Кайсан (пом. у 724). Крім мекканської школи Ібн Аббаса були й інші. Так, Абдуллах ібн Масуд заснував школу в Іраку, а Зейд ібн Аслам — у Медині. Учнем Зейда був Малік ібн Анас.